# (29814) 1999 CU111
A (29814) 1999 CU111 a Naprendszer kisbolygóövében található aszteroida. A LINEAR projekt keretében fedezték fel 1999. február 12-én.